# Калина, Исаак Иосифович
Исаа́к Ио́сифович Калина́ (род. 14 ноября 1950 года, село Шарлык, Шарлыкский район, Оренбургская область, СССР) — российский педагог и государственный деятель, заместитель председателя Комиссии при Президенте Российской Федерации по противодействию попыткам фальсификации истории в ущерб интересам России (2009—2012). С 10 ноября 2010 года по 22 июля 2020 года — министр Правительства Москвы, руководитель Департамента образования города Москвы. Доктор педагогических наук.

## Биография
В 1968 году окончил Шарлыкскую среднюю школу № 2 с золотой медалью и Заочную математическую школу при МГУ им. М. В. Ломоносова. В 1972 году окончил с отличием Оренбургский государственный педагогический институт им. В.П. Чкалова по специальности «математика».
В 1998 году прошёл обучение в Российской академии государственной службы при президенте Российской Федерации и получил диплом (с отличием) менеджера по специальности «государственное и муниципальное управление».
С 1973 года — преподаватель СПТУ-62 села Шарлык Оренбургской области, с 1981 года — учитель математики средней школы № 2 села Шарлык. В 1984 году переехал в Оренбург, где стал директором школы-интерната № 1.
С 1989 года на государственной службе — заведующий отделом районного образования Промышленного района Оренбурга, с 1992 года — заместитель начальника Главного управления образованием Администрации Оренбургской области. В 1996—2002 годах начальник Главного управления образованием Администрации Оренбургской области.
В 1998 году окончил Российскую академию государственной службы при Президенте РФ по специальности «Государственное и муниципальное управление». В 1999 году защитил кандидатскую диссертацию «Программно-целевой метод управления как фактор развития региональной системы образования».
В 2002—2004 годах — заместитель генерального директора ФГУП Издательство «Просвещение». С 2004 года — Директор Департамента государственной политики в сфере образования Министерства образования и науки Российской Федерации. С 11 сентября 2007 года заместитель Министра образования и науки Российской Федерации.
С 10 ноября 2010 года Указом мэра назначен министром Правительства Москвы, руководителем департамента образования Москвы.
В 2012 году защитил докторскую диссертацию «Аксиологические основания модернизации педагогического образования».
22 июля 2020 года освобождён от должности по собственному заявлению.
С августа 2020 года — президент Академии реализации государственной политики профессионального развития работников образования Министерства просвещения Российской Федерации.
Критически относился к проблеме стандартизации образования:
Думаю, ни для кого не секрет, что школа всю жизнь работает по двум стандартам: первый — учебник, второй — контрольно-измерительные материалы. Нормальный учитель редко изучает программу по предмету, который он преподаёт, для него это не самое важное. А уж тех, кто вдоль и поперёк изучил федеральный компонент государственного образовательного стандарта, думаю, вообще найти трудно. Спрашивается, для чего и для кого нужны эти стандарты? Я убеждён, что они нужны для создания учебников их авторам и тем, кто разрабатывает образовательные программы, а также для разработки КИМов для проведении единого государственного экзамена. Стандарты нужны для того, чтобы скоординировать на единой основе деятельность всех ступеней образования, ибо потребности вузов определяют содержание школьного образования, потребности школы — содержание дошкольного.
В 2009 году возглавлял рабочую группу Минобрнауки России, которая отслеживала вопросы, связанные со сдачей ЕГЭ и поступлением в вузы.
Исаак Калина, как отмечал украинский ресурс seychas.com.ua, известен «активным внедрением в школах учебника по истории РФ под редакцией Александра Филиппова. В нём школьникам рассказывается об Иосифе Сталине как эффективном менеджере XX столетия, а репрессии граждан называются „издержками“».

### Деятельность в сфере образования
Исаак Калина получил скандальную известность в связи со своей деятельностью по слиянию и «оптимизации» московских школ и других образовательных учреждений, включая школы-интернаты, спецшколы для детей-инвалидов и трудных детей, школы для одарённых детей. Объясняя свои управленческие эксперименты на круглом столе в «Московском комсомольце» в январе 2013 года, Исаак Калина привёл показательную «аналогию»:

Какой огурец в хороший рассол ни попадёт — маленький, большой, свежий, малосольный — происходит усреднение, все становятся одинаково хорошими солёными огурцами. Поэтому не страшно даже слияние обычных школ с девиантными: если подростков с асоциальным поведением помещать в хорошую социальную среду (прежде всего школьную), то они тоже станут достойными учениками.

Это высказывание немедленно стало предметом острот и насмешек:

А что если слить несколько министерств в одно, например Министерство образования и Министерство обороны? Получится экономия на зарплатах министров. При этом в образовании станет больше дисциплины, а в обороне — больше знаний. Да и вообще, надо слить всех в одну бочку, чтобы максимально разнообразный рассол получился. Почему раньше до этого не додумались?
— Александр Ковальджи (Лицей «Вторая школа»)
Когда же намерения Исаака Калины стали претворяться в жизнь, это вызвало бурный протест со стороны московских учителей, учеников и их родителей. Так, 11 октября 2014 г. состоялся первый крупный митинг против объединения школы «Интеллектуал» со школой № 1588 и сокращения её финансирования ниже базового уровня. Митинг собрал около полутора тысяч человек, его участники заявляли о необходимости сохранения «особых» школ и индивидуального подхода в образовании, когда речь идёт о больных, «трудных» или, наоборот, одарённых детях. Далее, проблемы возникали с большим количеством других школ, таких как «Школа надомного обучения № 542», создавались петиции в адрес Калины с многочисленными просьбами не трогать школы. На последующих протестных акциях требования митингующих персонифицировались и сместились в сторону увольнения Исаака Калины с занимаемой должности, в довольно жёсткой форме («Калину в сад» и т. п.).
В интернете была размещена петиция на имя мэра Москвы Сергея Собянина с требованием отправить Исаака Калину в отставку.

## Награды
- Орден Почёта (9 ноября 2010 года) — за заслуги в области образования и науки и многолетнюю плодотворную работу[11];
- Заслуженный учитель Российской Федерации.